# Хімічний факультет Львівського національного університету імені Івана Франка
Хімічний факультет — структурний підрозділ Львівського національного університету імені Івана Франка. Деканом факультету є Григорій Степанович Дмитрів.

## Структура
Зараз на факультеті працює 4 кафедри:
- Кафедра неорганічної хімії
- Кафедра аналітичної хімії
- Кафедра органічної хімії
- Кафедра фізичної та колоїдної хімії